# タルーサ公国
タルーサ公国（ロシア語: Тарусское княжество）は13世紀 - 15世紀にタルーサを首都として存在した、オカ川上流公国群中の公国の一つである。タルーサ公国はチェルニゴフ公国の分領公国として出現し、いくつかの公国に細分化したのち消滅した。

## 歴史
系譜史料(ru)によれば、最初のタルーサ公として言及されるのはユーリー(ru)である。ユーリーはチェルニゴフ公ミハイルの子であり、ミハイルが1246年に死亡したのち、兄弟でミハイルの所領を分割相続してタルーサ公となった（すなわちタルーサ公国が成立した）とされる。ただし系譜史料には、ユーリーの子コンスタンチン(ru)は1368年に死亡したと記されており、これを正しいとするなら、ミハイル、ユーリー、コンスタンチンの3代の間の年齢差が開きすぎてしまうという不整合性が指摘されている。
いずれにせよ、ユーリーの死後、タルーサ公国はユーリーの長男フセヴォロドが継承しつつも、一族間で、コニン公国(ru)、Спажский公国(ru)、ヴォルコナ公国、オボレンスク公国、Мышецкий公国の分割相続が行われた。タルーサ公国は15世紀前半に、また分離した公国も16世紀初頭までには、モスクワ大公国内部に組み込まれて消滅した。